# Lenca du Honduras
Le lenca du Honduras est une langue amérindienne, de la famille des langues lencas parlée au Honduras. La langue est éteinte.

## Documentation
La langue est peu documentée. En 1974, Lyle Campbell ne réussit pas à trouver de locuteur de la langue, bien que l'étendue de la région habitée par les Lencas laisse la possibilité que certains aient encore vécu à cette époque.

## Classification
Le lenca du Honduras est une des deux langues lencas, avec le lenca parlé au Salvador, et également éteint.